# Калифорнийская школа
Калифорнийская школа экономической истории (англ. The California School of Economic History) — историческая ревизионистская школа, названная по месту научной и педагогической работы её основных представителей (Голдстоун, Фрэнк, Померанц). Представители этой школы в 1990—2000-е гг. опубликовали ряд работ, в которых активно доказывают отсутствие различий в развитии между Востоком и Западом вплоть до XIX века. Название в научный оборот было введено Джеком Голдстоуном в его книге «Почему Европа?».
| Имя                | Место работы                                                           | Основные произведения                                                                  |
| ------------------ | ---------------------------------------------------------------------- | -------------------------------------------------------------------------------------- |
| Андре Гундер Франк | Амстердамский университет                                              | «RE-Orient» (1995)                                                                     |
| Ричард фон Глан    | Калифорнийский университет в Лос-Анджелесе                             | «Fountain of Fortune: Money and Monetary Policy in China, 1000-1700» (1996)            |
| Рой Бин Вон        | Калифорнийский университет в Лос-Анджелесе                             | «China Transformed: Historical Change and the Limits of European Experience» (1997)    |
| Джеймс Ли          | Калифорнийский университет в Ирвайне                                   | «One Quarter of Humanity, Malthusian Mythology and Chinese Realities 1700-2000» (1999) |
| Ван Фэн            | Калифорнийский университет в Ирвайне                                   | «One Quarter of Humanity, Malthusian Mythology and Chinese Realities 1700-2000» (1999) |
| Кеннет Померанц    | Чикагский университет Калифорнийский университет в Ирвайне (1988—2012) | «Great Divergence» (2000)                                                              |
| Джек Голдстоун     | Калифорнийский университет                                             | «Why Europe? The Rise of the West in World History 1500-1850» (2008)                   |